# Сентениал
Сентениал (на английски: Centennial) е град в окръг Арапахо, щата Колорадо, САЩ. Сентениал е с население от 10 250 жители (2017) и обща площ от 72 km². Намира се на 1777 m надморска височина. ЗИП кодът му е 80015, 80016, 80111, 80112, 80121, 80122, 80161, а телефонният му код е 303, 720.